# Vallombrosa
Vallombrosa è un toponimo che indica sia una foresta - la Riserva Naturale Statale Biogenetica - posta sulle pendici nord-occidentali del Pratomagno, sia una località, posta all'interno di tale foresta, nel territorio del comune di Reggello. Vi è ubicata la stazione meteorologica di Reggello Vallombrosa.

## Monumenti e luoghi d'interesse
All'interno dell'omonima riserva sono di notevole interesse gli Arboreti Sperimentali, il vasto prato frequentatissimo nel periodo estivo in particolar modo dagli abitanti di Firenze in cerca di refrigerio e i numerosi sentieri per gli amanti del trekking. Uno dei essi ("L'anello dei Giganti") conduce ai due alberi più alti d'Italia. Il primo classificato è un abete di Douglas alto 62,45 metri.  
Il monumento più noto è l'abbazia dei monaci vallombrosani. Per opera di Giovanni Gualberto si costituì una comunità impegnata a seguire gli insegnamenti degli apostoli e dei padri della Chiesa; semplicità, povertà, meditazione, lavoro: questi i punti su cui convergeva la propria quotidianità. All'interno dell'Abbazia, sul lato destro del complesso, vi è inoltre il Museo di Arte Sacra.
Intorno all'Abbazia è possibile percorrere a piedi il 'Circuito delle Cappelle'. Dal Paradisino (Eremo delle Celle) si ammira un panorama unico.

## Stazione climatica
Vallombrosa è spesso associata nonché fraintesa con la vicina frazione di Saltino. 
La fama del complesso Vallombrosa-Saltino come stazione climatica, infatti, nacque nella seconda metà del XIX secolo, e raggiunse il suo apice all'inizio del XX secolo, grazie anche alla ferrovia Sant'Ellero-Saltino, da tempo dismessa.
L'annessione del Trentino a seguito della prima guerra mondiale comportò una decisa perdita d'interesse per Vallombrosa e per Saltino, in quanto i villeggianti preferivano le nuove mete alpine, relegando le due località ad un interesse locale.
Nonostante questo costante declino la località cercò, a partire dal 1960, un nuovo rilancio turistico con la realizzazione di una stazione sciistica sulla vetta del vicino Monte Secchieta. Il piccolo comprensorio sciistico che si venne a creare avrebbe dovuto permettere a Vallombrosa, grazie alla vicinanza a Firenze, di offrire un'immagine turistica di livello più elevato rispetto ad altre località turistiche montane della Toscana, ma la costante mancanza di neve e l'assenza di pendenze adeguate non lo fecero mai decollare veramente. La chiusura definitiva degli impianti sciistici, avvenuta nel 1986, non ha trovato seguito, anche a causa di vive polemiche per il danno ambientale che avrebbero potuto portare nuovi impianti in un luogo morfologicamente così poco adatto.

## Letteratura
Per il suo rilievo storico e spirituale la località fu riscoperta e apprezzata dai Romantici e nella sua epoca d'oro ospitò molti letterati e scrittori. La troviamo menzionata nell'Orlando Furioso di Ludovico Ariosto, nel Paradiso perduto di John Milton, che ne scrisse una parte al Paradisino, eremo situato poco sopra l'Abbazia, nelle poesie di William Wordsworth, Elizabeth Barrett Browning, e la sua letterarietà arriva fino ai moderni, come nel Lost Lunar Baedeker di Mina Loy e ai contemporanei: ritroviamo Vallombrosa nelle poesie di Gabriele D'Annunzio e nei romanzi I fratelli Michelangelo e – in particolare il Paradisino – La verità su tutto di Vanni Santoni.